# Josef Dilger
Josef Dilger (* 10. November 1899 in Neuhausen; † 8. Juni 1972 in Reinhartshausen / Bobingen) war ein deutscher Maler, Graphiker, Musiker und Lehrer.

## Leben
Josef Dilgers Vater war Lehrer. Er wuchs als Ältester von sechs Geschwistern in Hopferbach im Allgäu auf und besuchte das Lehrerseminar in Lauingen. Am Ersten Weltkrieg nahm er als Kriegsfreiwilliger teil und war danach als Aushilfslehrer in Augsburg tätig. Dort nahm er am Städtischen Konservatorium Cellounterricht und nahm privat Zeichen- und Malunterricht.
Nach der Eheschließung mit seiner Frau Emma geb. Ahr zog die Familie 1927 nach Reinhartshausen um. Ab Kriegsbeginn 1939 machte Dilger in Augsburg Dienst in einem Landesschützenbataillon. 1945 wurde er aus der Kriegsgefangenschaft entlassen; 1948 konnte Josef Dilger den Schuldienst wieder aufnehmen.
Dilger beteiligte sich regelmäßig an Kunstausstellungen in Augsburg und München. Seine bevorzugten Techniken waren Holzschnitt und Radierung; er schuf aber auch Aquarelle und experimentierte mit neuen Materialien und Techniken.

## Josef-Dilger-Stiftung
Die Josef-Dilger-Stiftung wurde auf Initiative von Ludwig Wiedemann, den Töchtern von Josef Dilger, Ruth Ahl, Karin Dilger und Sibylle Krahforst in Zusammenarbeit mit dem Kulturamt der Stadt Bobingen im Jahre 2000 gegründet. Die Öffentliche Stiftung bürgerlichen Rechts hat den Zweck, ein Josef-Dilger-Kunst- und Kulturzentrum im Stadtteil Reinhartshausen zu errichten und zu betreiben. Treibende Kraft dafür war der damalige Kulturamtsleiter der Stadt Bobingen und heutige Kulturpreisträger Reinhold Lenski.